# Екатериноградская
Екатериногра́дская — станица в Прохладненском районе Кабардино-Балкарской Республики Российской Федерации.
Образует «сельское поселение станица Екатериноградская».

## География
Станица расположена в юго-восточной части Прохладненского района, на левом берегу реки Малка, чуть выше её места впадения в Терек. Находится в 16 км к востоку от районного центра Прохладный и в 75 км к северо-востоку от города Нальчик.
Площадь сельского поселения составляет — 114,42 км2. Около 90 % площади сельского поселения занимают сельскохозяйственные угодья.
Граничит с землями населённых пунктов: Пришибо-Малкинское на юге, Приближная на западе, Черноярская на востоке и Притеречный на юго-востоке.
Населённый пункт расположен на наклонной Кабардинской равнине, в равнинной зоне республики. Средние высоты на территории станицы составляют 168 метров над уровнем моря, что является одной из самых низких точек в республике. Рельеф местности представляет собой в основном волнистые предгорные равнины, с общим уклоном с северо-запада на юго-восток. В южной части, вдоль долины реки Малка тянутся бугристые лесистые возвышенности и расположен памятник природы «Екатериноградская впадина», имеющей статус особо охраняемой территории.
Гидрографическая сеть представлена в основном рекой Малка и запруднёнными озёрами. К северу от станицы проходит магистральный канал имени Ленина. Ранее к западу от населённого пункта располагалось одно из крупнейших озёр на территории республики — Светлянка, которое нынче сильно заросло и местами осушено. Благодаря залеганию грунтовых вод близко к поверхности земли, сельское поселение хорошо обеспечено водой.
Климат на территории станицы влажный умеренный. Лето жаркое и полузасушливое. Средняя температура воздуха в июле достигает +23,5°С. Абсолютные показатели часто превышают +35°С. В конце лета возможны суховеи, дующие со стороны Прикаспийской низменности. Зима мягкая и длится около трёх месяцев. Средняя температура января составляет -2,5°С. Морозы непродолжительные, а минимальные температуры редко снижаются ниже −15°С. Среднегодовое количество осадков составляет около 600 мм.

## История

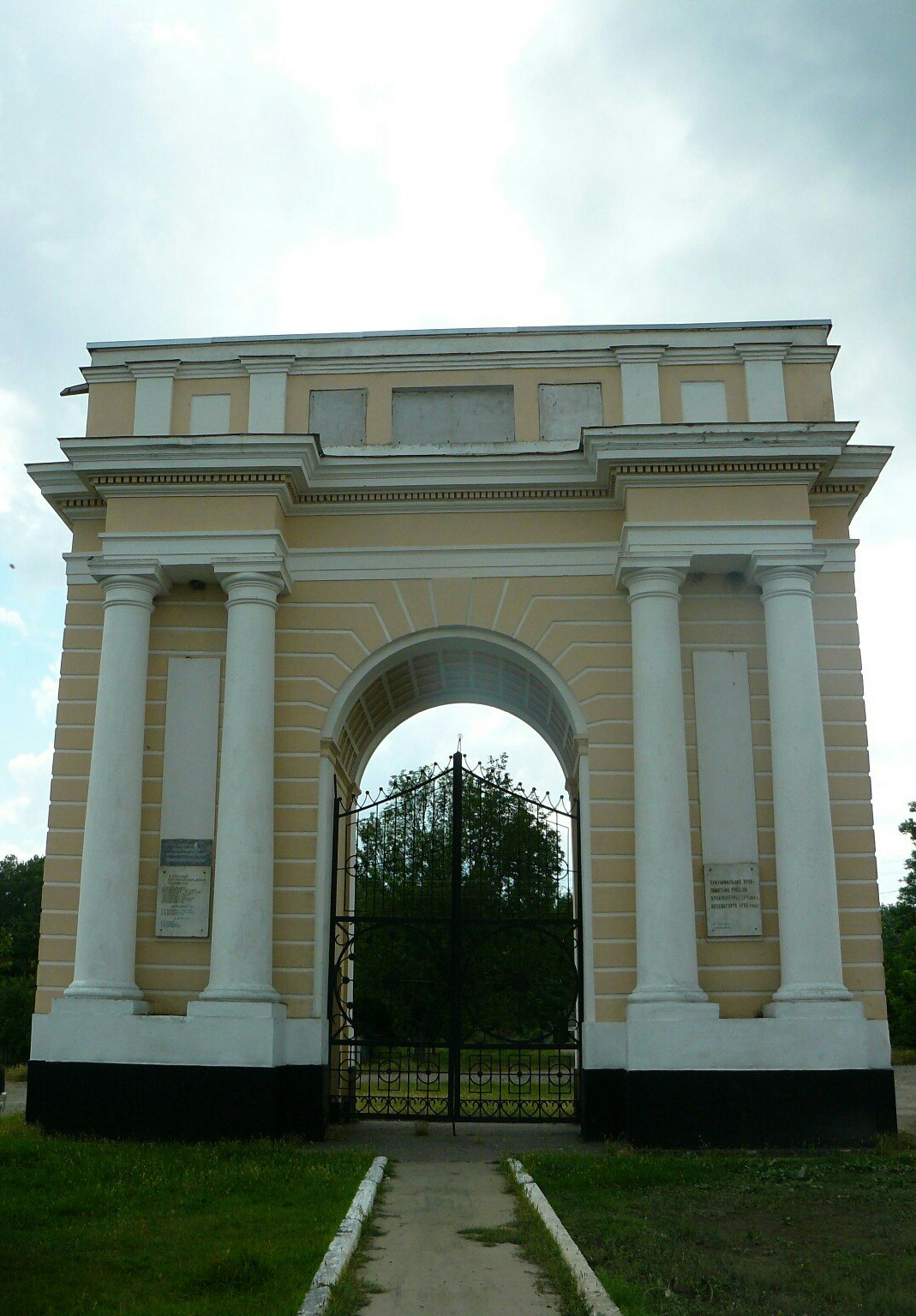
Триумфальная арка перед въездом в станицу. Отсюда некогда начиналась Военно-Грузинская дорога

В 1777 году чуть выше впадения реки Малки в Терек была заложена Екатерининская крепость на Азово-Моздокской линии. Отсюда берет своё начало история станицы, а также начало строительства Военно-Грузинской дороги.
В 1786 году станица была обращена в губернский город Екатериноград Кавказской губернии, образованной годом ранее в составе Кавказского наместничества. И чуть более 4 лет Екатериноград являлся столицей Кавказского наместничества Российской империи на Северном Кавказе.
Из-за неудачного географического положения на стыке Большой и Малой Кабарды, город часто осаждался кабардинцами, требовавшими снести город со своих земель. В связи с этим в 1790 году центр управления Кавказского наместничества был перенесён в Астрахань, а Екатериноград преобразован в уездный город.
Указом от 30 декабря 1796 года Кавказское наместничество и Кавказская губерния были ликвидированы, губернские присутственные места переведены в Астрахань, город Екатериноград и Екатериноградский уезд упразднены. .
В 1802 году Екатериноград стал заштатным городом.
В 1822 году Екатерининская крепость упразднена, а Екатериноград преобразован в станицу.
В 1864 году с началом земельных преобразований на Северном Кавказе, станица вошла в состав Нальчикского округа Терской области.
В начале XX века в станице проживало около 4 тыс. человек. В ней действовали дисциплинарный батальон, полковая школа, военный госпиталь и еженедельные базары. Два раза в год проводились ярмарки. При входе в станицу стояли триумфальные ворота (на которых до 1847 года была надпись: «Дорога в Грузию»), воздвигнутые Потёмкиным и возобновлённые Воронцовым.
После установления советской власти Екатериноградская на некоторое время была переименована в станицу Красноградскую. Был образован одноимённый сельсовет.
В марте 1932 года Красноградский сельсовет был передан из Прохладненского района в Прималкинский район.
В 1938 году станица обратно передана из Прималкинского в состав Прохладненского района КБАССР.
Впоследствии станице Красноградской было возвращено её историческое название — Екатериноградская. В 1992 году сельсовет был реорганизован в Екатериноградскую сельскую администрацию.
В 2005 году Екатериноградская сельская администрация была преобразована в муниципальное образование — сельское поселение станица Екатериноградская.

## Население
| 1829  | 2002  | 2010  | 2012  | 2013  | 2014  | 2015  | 2016  | 2017  |
| ----- | ----- | ----- | ----- | ----- | ----- | ----- | ----- | ----- |
| 1522  | ↗3729 | ↘3675 | ↘3606 | ↘3570 | ↘3520 | ↘3485 | ↘3441 | ↘3395 |
| 2018  | 2019  | 2020  | 2021  | 2023  | 2024  | 2025  |       |       |
| ↘3386 | ↘3345 | ↘3329 | ↗3632 | ↗3662 | ↘3646 | ↗3655 |       |       |

Плотность — 31.94 чел./км2.
Национальный состав
По данным Всероссийской переписи населения 2010 года:
| Народ      | Численность, чел. | Доля от всего населения, % |
| ---------- | ----------------- | -------------------------- |
| русские    | 3 283             | 89,3 %                     |
| болгары    | 70                | 1,9 %                      |
| украинцы   | 64                | 1,7 %                      |
| другие     | 199               | 5,4 %                      |
| не указали | 59                | 1,6 %                      |
| всего      | 3 675             | 100 %                      |

По данным Всероссийской переписи 2021 года:
| Народ               | Численность, чел. | Доля от всего населения, % |
| ------------------- | ----------------- | -------------------------- |
| русские             | 3 320             | 91,40 %                    |
| кабардинцы          | 72                | 1,98 %                     |
| цыгане              | 54                | 1,48 %                     |
| болгары             | 37                | 1,01 %                     |
| другие / не указано | 149               | 4,10 %                     |
| всего               | 3 632             | 100,0 %                    |

Поло-возрастной состав
По данным Всероссийской переписи населения 2010 года:
| Возраст     | Мужчины, чел. | Женщины, чел. | Общая численность, чел. | Доля от всего населения, % |
| ----------- | ------------- | ------------- | ----------------------- | -------------------------- |
| 0 — 14 лет  | 335           | 373           | 708                     | 19,3 %                     |
| 15 — 59 лет | 1 102         | 1 177         | 2 279                   | 62,0 %                     |
| от 60 лет   | 231           | 457           | 688                     | 18,7 %                     |
| Всего       | 1 668         | 2 007         | 3 675                   | 100,0 %                    |

Мужчины — 1 668 чел. (45,4 %). Женщины — 2 007 чел. (54,6 %).
Средний возраст населения — 37,7 лет. Медианный возраст населения — 36,7 лет.
Средний возраст мужчин — 35,1 лет. Медианный возраст мужчин — 33,6 лет.
Средний возраст женщин — 39,8 лет. Медианный возраст женщин — 39,5 лет.

## Местное самоуправление
Администрация сельского поселения станица Екатериноградская — станица Екатериноградская, ул. Ленина, 39.
Структуру органов местного самоуправления сельского поселения составляют:
- Глава сельского поселения — Садовой Геннадий Николаевич.
- Администрация сельского поселения станица Екатериноградская — состоит из 7 человек.
- Совет местного самоуправления сельского поселения Екатериноградская — состоит из 15 депутатов.

## Образование
- Средняя общеобразовательная школа — ул. Советская, 41.
- Дошкольное отделение — ул. Советская, 41.
- Начальная школа Детский сад «Сказка» — ул. Советская, 50.
- Спортивная школа «Колос» — ул. Советская, 38 «а».

## Здравоохранение
- Участковая больница — ул. Ленина, 56.

## Русская православная церковь

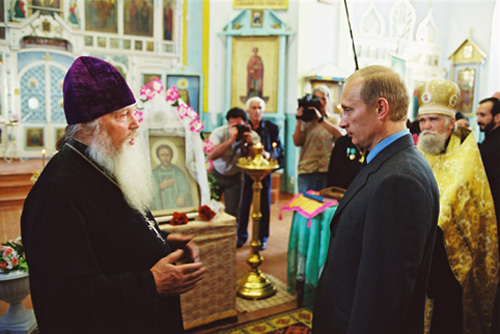
Владимир Путин в православном храме станицы (2001)

- Храм Евфимия Нового Солунского — ул. Советская, 38 (построен в 1837 году).

## Культура
- Центр традиционной культуры станицы Екатериноградская — ул. Ленина, 59.
- Краеведческий музей истории «имени Пушкина» — ул. Ленина, 39[25].

## Экономика
На территории сельского поселения расположены 4 сельскохозяйственных предприятий районного значения.
В сельском хозяйстве наибольшее развитие получили выращивание зерновых, кормовых и технических культур.

## Улицы
На территории села зарегистрировано 13 улиц, 11 переулков и 3 территории:
Улицы
| Агрономическая |
| Андреянова     |
| Будённого      |
| Ворошилова     |
| Говорова       |

| Ипподромная  |
| Историческая |
| Колхозная    |
| Ленина       |

| Лиманная   |
| Молодёжная |
| Советская  |
| Удовиченко |

Переулки
| Базарный                |
| Весёлый                 |
| Железнодорожный переезд |
| Каменный                |

| Крепостной   |
| Лесной       |
| Нагорный     |
| Пролетарский |

| Речной    |
| Столбовой |
| Хаирова   |

Территории
| Канал |

| Микрорайон I |

| Микрорайон II |